# Pugwall
Pugwall (1989–1991) – australijski serial komediowy nadawany przez stację Nine Network od 13 czerwca 1989 r. do 9 sierpnia 1991 r. W Polsce emitowany był dawniej na antenie TVP1.

## Fabuła
Serial opowiada o perypetiach trzynastoletniego chłopaka imieniem Peter (Pugwall to skrót od trzech imion i nazwiska Peter Unwin George Wall) i jego przyjaciołach, którzy grają w zespole rockowym „Orange Organics”.

## Obsada
- Jason Torrens jako „Pugwall” (wszystkie 42 odcinki)[1]
- Rebecca Blomberg jako Jenny Fleet (41)
- Troy Beckwith jako „Bazza” (42)
- Jay McCormack jako „Orfo” (42)
- Ricky Fleming jako Stringbean (42)
- Gareth Morely jako Hughesy (21)
- Louise Hall jako Margaret „Supes” Wall (42)
- Ken James jako Frank „Herohead” Wall (42)
- Emma Snow jako Marion „Marmaloid” Wall (42)
- Peter Tzefrios jako Con Tarcopolis (24)
- Anthony Engelman jako Wazza (22)
- Roy Edmunds jako Bashem (16)
- Maurie Fields jako wujek Harry (14)
- Frank Bren jako dr Pongerton (13)
- Aimee Robertson jako Melissa (13)
- Marcela Toro jako Daniella Valentina (12)
- Elspeth Ballantyne jako ciocia Annabelle (10)
- Kylie De Giorgio jako Carrie (10)
- Lucy Robertson jako Emmie (10)
- Sharon DiGorgio jako Pammie (9)
- Maciej Staniewicz jako p. Orfonsinski (7)
- Julie Day jako Anastasia Orfonsinski (7)
- Dior Deumer jako Francie (7)
- Jennifer Jarman-Walker jako Summerbum (6)
- Penelope Shelton jako pani Walker (6)
- Andrea Lees jako panna Lacy (6)
- Simone Robertson jako Rochelle (5)
- Eamonn Kelly jako Basil Pongerton (5)
- David Hunt jako Joe Millard (5)
- Simon Westaway jako policjant #1 (3)
- Alethea McGrath jako Old Worm (2)
- Ian Bliss jako mężczyzna rozmawiający przez telefon (2)